# Адміністративний устрій Арцизького району
Адміністративний устрій Арцизького району — адміністративно-територіальний поділ ліквідованого Арцизького району Одеської області на 1 міську та 17 сільських рад, які об'єднували 27 населених пунктів та були підпорядковані Арцизькій районній раді. Адміністративний центр — місто Арциз..
Арцизький район був ліквідований 17 липня 2020 року.

## Список радАрцизького району
| №  | Назва                            | Центр               | Населені пункти                             | Площа км² | Місце за площею | Населення (2001), чол. | Місце за населенням | Розташування |
| -- | -------------------------------- | ------------------- | ------------------------------------------- | --------- | --------------- | ---------------------- | ------------------- | ------------ |
| 1  | Арцизька міська рада             | м. Арциз            | м. Арциз                                    |           |                 |                        |                     |              |
| 2  | Веселокутська сільська рада      | с. Веселий Кут      | с. Веселий Кут с. Роща                      |           |                 |                        |                     |              |
| 3  | Виноградівська сільська рада     | с. Виноградівка     | с. Виноградівка с. Плоцьк                   |           |                 |                        |                     |              |
| 4  | Вознесенська Перша сільська рада | c. Вознесенка Перша | c. Вознесенка Перша с. Вишняки с. Новомирне |           |                 |                        |                     |              |
| 5  | Главанська сільська рада         | c. Главані          | c. Главані                                  |           |                 |                        |                     |              |
| 6  | Деленська сільська рада          | c. Делень           | c. Делень с. Новоселівка                    |           |                 |                        |                     |              |
| 7  | Долинівська сільська рада        | c. Долинівка        | c. Долинівка                                |           |                 |                        |                     |              |
| 8  | Задунаївська сільська рада       | c. Задунаївка       | c. Задунаївка                               |           |                 |                        |                     |              |
| 9  | Кам'янська сільська рада         | c. Кам'янське       | c. Кам'янське                               |           |                 |                        |                     |              |
| 10 | Мирнопільська сільська рада      | c. Мирнопілля       | c. Мирнопілля                               |           |                 |                        |                     |              |
| 11 | Надеждівська сільська рада       | c. Надеждівка       | c. Надеждівка                               |           |                 |                        |                     |              |
| 12 | Новоіванівська сільська рада     | c. Нова Іванівка    | c. Нова Іванівка                            |           |                 |                        |                     |              |
| 13 | Новокапланівська сільська рада   | c. Нові Каплани     | c. Нові Каплани с. Василівка                |           |                 |                        |                     |              |
| 14 | Острівненська сільська рада      | c. Острівне         | c. Острівне                                 |           |                 |                        |                     |              |
| 15 | Павлівська сільська рада         | c. Павлівка         | c. Павлівка с. Зелена Балка                 |           |                 |                        |                     |              |
| 16 | Прямобалківська сільська рада    | c. Прямобалка       | c. Прямобалка                               |           |                 |                        |                     |              |
| 17 | Теплицька сільська рада          | c. Теплиця          | c. Теплиця с. Садове                        |           |                 |                        |                     |              |
| 18 | Холмська сільська рада           | c. Холмське         | c. Холмське с-ще Новохолмське               |           |                 |                        |                     |              |

* Примітки: м. — місто, с-ще — селище, смт — селище міського типу, с. — село